# 세계에서 가장 길고도 의미없는 영화
《세계에서 가장 길고도 의미없는 영화》(영어: The Longest Most Meaningless Movie in The World)는 상영시간이 48시간인 영국의 독립 영화이다. 지금까지 촬영된 영화 중에서 긴 영화 중의 7위에 들어가는 영화이다.

## 같이 보기
- 상영 시간순 영화 목록